# Santiago, Chiautzingo
Santiago är en ort i Mexiko.   Den ligger i kommunen Chiautzingo och delstaten Puebla, i den sydöstra delen av landet, 70 km öster om huvudstaden Mexico City. Santiago ligger 2 381 meter över havet och antalet invånare är 108.
Terrängen runt Santiago är platt åt nordost, men åt sydväst är den kuperad. Runt Santiago är det ganska tätbefolkat, med 96 invånare per kvadratkilometer. Närmaste större samhälle är San Martin Texmelucan de Labastida, 10,1 km norr om Santiago. Trakten runt Santiago består till största delen av jordbruksmark.